# Elaphoglossum pseudovillosum
Elaphoglossum pseudovillosum är en träjonväxtart som beskrevs av Roland Napoléon Bonaparte. Elaphoglossum pseudovillosum ingår i släktet Elaphoglossum och familjen Dryopteridaceae. Inga underarter finns listade.